# Trumslag
Trumslag (finska: trumputus) var ett sätt i svenska städer att kalla stadsbor till möten och sammanträden. Trumslag började användas på 1700-talet och under 1800-talet fanns det fortfarande många stadsanställda trumslagare, till exempel i nutida Finland, med uppgift att genom trumslagning utlysa julmarknaden, bönedagsfreden och offentliga ärenden. I Nådendal levde trumslagstraditionen in på 1900-talet.
Trumslagare informerade även stadsbor genom trumslag om nyheter och kommande officiella evenemang så som auktioner, val och mantalsskrivningar.

## Trumslag i Nådendal
Den första kända trumslagaren i Nådendal, 14-årig Johan Henriksson, omnämndes år 1725. År 1771 blev vaktmästarna till Nådendals rådhus också stadens trumslagarna. Den sista officiella trumslagare i staden var Edward Wilhelm Lindvall. Lindvall valdes till en trumslagare år 1887 och innan han gick i pension i slutet av 1920-talet slog han trumman närmast för att meddela om skatteärenden och brandinspektioner.
Regelbundet trumslag på somrarna slutade användas i skiftet av 1970-1980-talen.
Från och med 2008 har trumslagare uppträtt regelbundet på somrarna i Nådendals strand. Lite före klockan 20 kommer trumslagaren till hörnet av Nådendals brunnshus och börjar trumma enligt en gammal not från 1800-talet. Texten som man hör mellan trumningarna är gammal finska från den tiden man trummade kungörelserna i Nådendal. Efter trumslagaren slutar med trumslag börjar kvällsvespern som ljuder över Nådendals gamla stan. Kvällsvepsern spelas varje kväll på somrarna tre gånger åt tre olika håll från Nådendals kyrkas torn. Man spelar åt presidenten i Gullranda, åt staden och åt havet.